# Ассо, Хордан
Хорда́н А́ссо (исп. Jordán de Asso или исп. Ignacio Jordán Claudio de Asso y del Río, или исп. Ignacio Jordán de Asso y del Rio, 4 июня 1742 — 21 мая 1814) — испанский ботаник, дипломат и юрист.

## Биография
Хордан Ассо родился в городе Сарагоса 4 июня 1742 года.
Он начал карьеру как адвокат и путешествовал по Европе с 1771 по 1775 год. В 1776 году Хордан Ассо начал свою дипломатическую карьеру. Автор книг по ботанике и сельскому хозяйству. Он был одним из первых испанских учёных, следовавших в своих работах бинарной системе названия видов Карла Линнея.
Хордан Ассо умер в Сарагосе 21 мая 1814 года.

## Научная деятельность
Ассо специализировался на семенных растениях.

## Научные работы

### Научные работы по биологической тематике
- Synopsis estirpium indigenarum Aragoniae. 1779.
- Mantissa stirpium indigenarum Aragoniae. 1781.
- Enumeratio stirpium in Aragonia noviter detectarum. 1784.
- Introductio in Oryctographiam, et Zoologiam Aragoniae. Accedit Enumeratio stirpium in eadem Regione noviter detectarum. 1784.

### Научные работы по юридической тематике
- Instituciones del Derecho Civil de Castilla. 1771.
- El Fuero Viejo de Castilla. 1771.
- El ordenamiento de leyes que D. Alfonso XI hizo en las cortes de Alcalá de Henares el año de mil trescientos y cuarenta y ocho. 1774.
- Historia de la Economía Política de Aragón. 1798.